# Бестужев, Григорий Васильевич
Григорий Васильевич Бестужев (1786—1845) — русский военачальник, генерал-майор.

## Биография
Родился в 18 апреля 1786 года (по другим сведениям — 18 февраля 1793 года).
Сын Бестужева Василия Борисовича — предводителя Симбирского дворянства в 1795—1798 гг.
4 октября 1813 года из капитанов Переяславского драгунского полка переведён в лейб-гвардии Гусарский полк ротмистром и назначен адъютантом к А. Ф. Ланжерону (занимал последнюю должность по 1815 год).
Масон, с 1814 года член ложи «Св. Иоанна Иерусалимского» в Нанси.
17 августа 1817 года произведён в полковники с определением в Павлоградский гусарский полк.
В 1818 году присоединён к симбирской ложе «Ключ к добродетели» (основатель — Михаил Петрович Баратаев), но отсутствовал на её заседаниях, так как находился при полку..
Со 2 мая 1822 года командир Московского драгунского полка.
В отставке — генерал-майор.
Был предводителем Симбирского дворянства в 1835—1840 годах. Владел имением в селе Старый Тукшум Симбирской губернии вместе со своим младшим братом — гвардии поручиком Иваном Васильевичем Бестужевевым (1787—1839). Совместно с братом в 1835 году в селе построили Храм Рождества Христова.
Умер 30 сентября 1845 года в селе Старый Тукшум Сенгилеевского уезда Симбирской губернии (ныне — Шигонский район Самарской области). Похоронен в самой церкви на левой стороне церковной стены, на его могиле возвышался массивный мраморный памятник.

## Награды
- Награждён орденом Св. Георгия 4-й степени (№ 5358; 6 декабря 1836).
- Также награждён другими орденами Российской империи.